# Dobrić (Šabac)
Dobrić (Servisch cyrillisch Добрић) is een plaats in de Servische gemeente Šabac. De plaats telt 1205 inwoners (2002).